# Ericydnus sipylus
Ericydnus sipylus är en stekelart som först beskrevs av Walker 1837.  Ericydnus sipylus ingår i släktet Ericydnus och familjen sköldlussteklar. Arten är reproducerande i Sverige. Inga underarter finns listade i Catalogue of Life.